# Centre international de rencontres mathématiques
Pour les articles homonymes, voir CIRM.

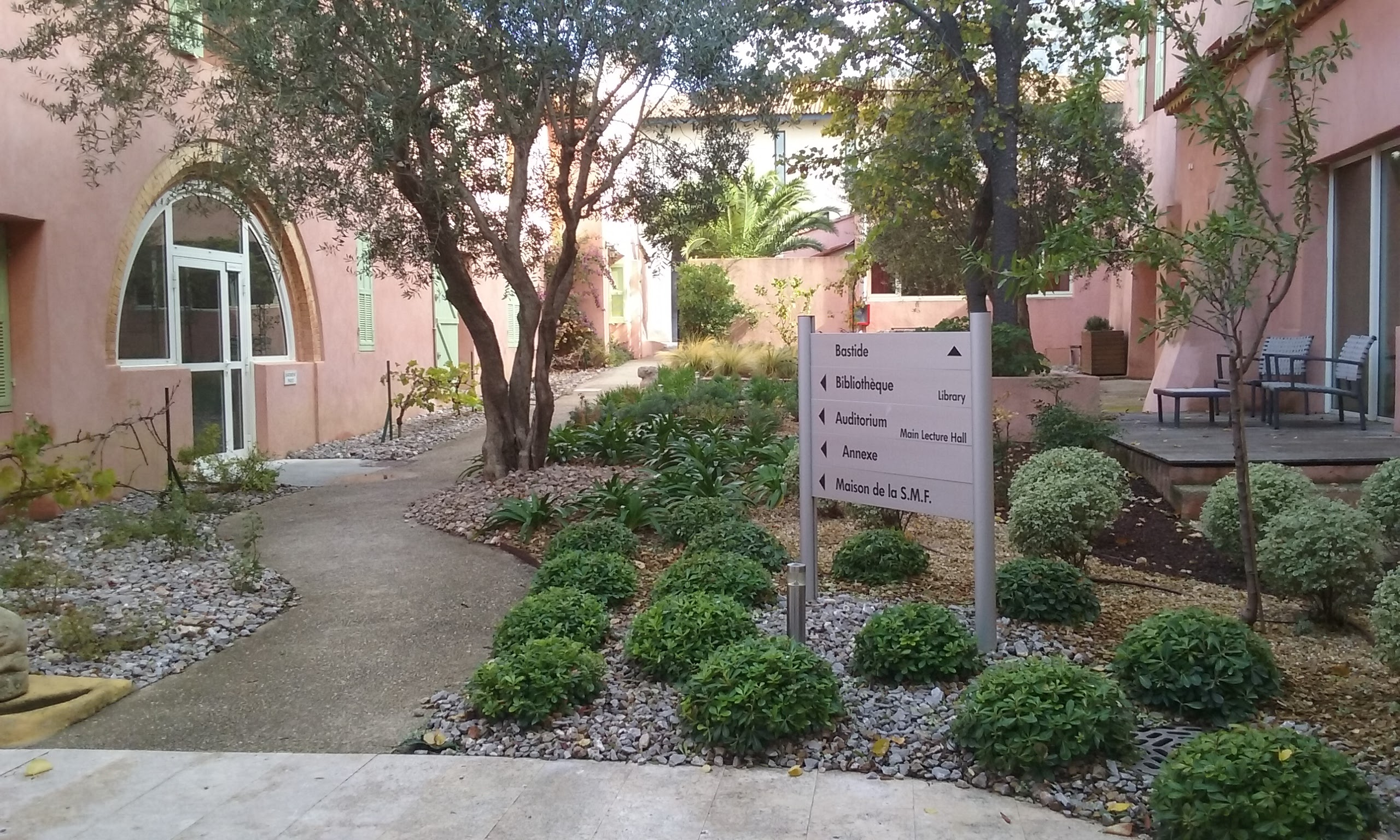
Atrium dans le bâtiment principal du Centre international de rencontres mathématiques à Luminy, Marseille, France.

Le Centre international de rencontres mathématiques (CIRM) est un centre d'accueil d'événements scientifiques dont les tutelles sont le Centre national de la recherche scientifique (CNRS), la Société mathématique de France (SMF) et Aix-Marseille Université. Il est situé sur le campus de Luminy (Marseille, France). Le CIRM accueille et organise des colloques, conférences, workshops, recherches en binôme, accueillant les mathématiciens internationaux pour faire des recherches collaboratives.
Modelé comme une « villa Médicis en mathématiques », il reçoit environ 4 700 visiteurs par an.

## Histoire
En 1954, un rapport du CNRS a examiné les sites potentiels pour un lieu de rencontre pour organiser des colloques et des ateliers internationaux en mathématiques similaires à Institut de recherches mathématiques d'Oberwolfach. Le domaine de Luminy, anciennement appartenant à la célèbre famille d'expédition Fabre, a été choisi en 1976.
Le domaine a été remis à la SMF en 1979. Le centre a ouvert ses portes en 1981 et le premier atelier a eu lieu en 1982.

## Activités scientifiques
Le CIRM accueille et soutient divers programmes et ateliers résidentiels. Le CIRM accueille chaque année près de 80 événements de divers types (des workshops sur une semaine d'environ 30 participants, des recherches en binôme, des conférences d'une semaine avec une moyenne de 70 participants hebdomadaires.
Le CIRM soutient également des programmes conjoints avec la Société de mathématiques appliquées et industrielles (SMAI), l'Institut Henri Poincaré (IHP) et la SMF.

### Chaire Jean-Morlet
En 2013, le CIRM a lancé la « chaire Jean-Morlet », un programme résidentiel de six mois pour les chercheurs internationaux afin de collaborer avec un chef de projet local de l'université d'Aix-Marseille pour planifier des événements et des projets. La chaire a été nommée d'après Jean Morlet, un géophysicien français qui a travaillé avec Alex Grossman, un chercheur basé à Marseille, pour développer le domaine de l'analyse des ondelettes. Les anciens lauréats incluent Nicola Kistler, Boris Hasselblatt, Igor Shparlinski, Hans Georg Feichtinger, Herwig Hauser, Francois Lalonde, Dipendra Prasad, Mariusz Lemańczyk, Konstantin Khanin, Shigeki Akiyama et Genevieve Walsh.

## Producteur de films
Le CIRM filme cinq conférences par semaine qui sont mises en ligne sur sa chaine Youtube et sur sa Bibliothèque Mathématique Audiovisuelle. Début 2018, déjà près de mille vidéos étaient déjà en ligne.  

## Développement de ses capacités d'accueil en 2019
En 2018 le CIRM entreprend deux grandes opérations immobilières qui lui permettent dès le printemps 2019 d'accueillir 140 personnes par semaine. 

## Direction
- André Aragnol : juin 1981 – août 1986
- Gilles Lachaud : septembre 1986 – août 1991
- Jean-Paul Brasselet : septembre 1991 – août 1995
- Jean-Pierre Labesse : septembre 1995 – août 2000
- Robert Coquereaux : septembre 2000 – août 2005
- Pascal Chossat : septembre 2005 – août 2010
- Patrick Foulon : septembre 2010 – août 2020
- Pascal Hubert : septembre 2020 - présent

## Prix
- Prix Charles-Bortoli, 2020[11]
- Médaille de cristal du CNRS collective, 2025[12]